# Второзаконие
Второзаконие (на гръцки: το Δευτερονόμιον; на латински: Deuteronomium; на иврит: הַדְּבָרִים [ха деварим], „Думите“) е петата книга от Библията, от Стария завет и от Петокнижието – петте Мойсееви книги.
Последната книга от Петокнижието представлява своеобразна цялост – тя е нещо като дълга реч, духовен завет, оставен от Мойсей на прага на Обетованата земя (1:1 – 5) малко преди смъртта си (34:5). Само глави 31 – 34 приличат на повествователната част от първите четири книги, като с тях завършва цялото Петокнижие.
Книгата Второзаконие е тясно свързана с националното и религиозно обновление, започнато от цар Йосия (621 пр.н.е.) с помощта на пророк Еремия. Основата на това обновление според Втора книга на царете (Четвърта книга на царете) (22 – 23) е „Книгата на закона“, намерена в Храма (Господния дом).

## Характерни черти наВторозаконие
За Второзаконие е характерна ораторската форма. Обаче глави 12 – 26 представляват сборник закони и обичаи, по които израилтяните да се ръководят в живота си. Според тези закони царят на израилтяните е длъжен да има препис от книгата на закона, която е при свещениците (17:18). Именно тази книга е Второзаконието.
Макар че темите, които се разглеждат във Второзаконие са различни, предназначението на тази книга е поучително, като в нея има и насърчения, призиви и предупреждения, което не е обичайно за законник. Речта ни напомня повече на реч на проповедник, отколкото на законодател.
Поучението е предназначено за всички израилтяни, към които се обръща Мойсей, макар че обръщението е ту индивидуално, ту колективно. Това необичайно колебание между единствено и множествено число често се среща един и същ пасаж, дори в едно и също изречение, и то без видима причина (напр. 6:1 – 3). Обръщението в единствено число може да се разбере като към цялата общност на израилтяните, наричана в Библията Израил. То означава, че израилтяните трябва да слушат, възприемат и изпълняват словото Божие като един човек. Указанието за колективно четене на закона на всеки седем години (31:10 – 13) и събирането на целия народ в Сихем (Исус Навиев 24), напомнят на първите политически споразумения, каквито са сключвали големите месопотамски владетели с васалите си. В тях също се изисква текста на споразумението да се чете на всеослушание през определени интервали, за да си спомня народът своите задължения. Следи от такова споразумение може да се открият и в структурата на Второзаконие: напомняне на миналото и призоваване към пълно покорство пред Господа (1 – 11 глава), обявяване на отделните задължения (12 – 26 глава), взаимно обещание (26:17 – 19), обещания и заплахи (28 – 30 глава), както и изреждане на клетви (28:16 и сл.).
Начинът на предаване на Божието слово във Второзаконие не е пророчески. Мойсей сам се обръща към народа и му говори за Бог в трето лице. Полага усилия да поучи народа и да го спечели за изпълнение на законите и заповедите. При това се обосновава защо народът трябва да изпълнява дадените закони. Този начин на изразяване е присъщ за службите на свещениците левити. За тях във Второзаконие се казва: „Те ще учат Яков на Твоите правила и Израил на Твоя закон“ (33:10). Някои изследователи на Библията са на мнение, че левитите са автори на Второзаконието.

## История наВторозаконие
Във Втората книга на царете (22:8 – 11) се казва, че през 18-а година от царуването на цар Йосия (т.е. 622 пр.н.е.) в йерусалимския храм е открита „Книгата на закона“ (2 Царе, 22:8 – 11)или „Книгата на завета“ (2 Царе, 23:2 – 21). Царят обявява обновление на богослужението, като на това обновление напълно съвпада с основното искане на Мойсей във Второзаконие (12): да се разрушат всички жертвеници, а храмът на Господ да бъде на едно място. Оттук може да се направи заключение, че поне част от откритата книга е влязла във Второзаконие.
Има предположение, че при написване на Книгата на закона важна роля са изпълнявали левити, избягали от Северното царство в Юдея през 722 г. пр.н.е., след падане на Самария. Може би те са вдъхновили обновлението по времето на цар Езекия (2 Царе, 18:4).